# جدول مدال‌های المپیک زمستانی ۲۰۱۸
جدول مدال‌های بازی‌های المپیک زمستانی ۲۰۱۸ (انگلیسی: 2018 Winter Olympics medal table)  جدول مدال‌های دریافتی بر اساس رتبه بندی کمیته‌های ملی المپیک در بازی‌های المپیک زمستانی ۲۰۱۸ است که در پیونگ‌چانگ، کره جنوبی از ۹ تا ۲۵ فوریه ۲۰۱۸ برگزار شد. مسابقات در ۱۰۲ بخش در ۱۵ رشته برگزار شد. 

## جدول مدال‌ها
این جدول بر اساس اطلاعات ارائه شده توسط کمیته ملی المپیک است. در این جدول ابتدا بررسی بر پایه تعداد مدال‌های طلا کسب شده توسط ورزشکاران آن کشور است و سپس تعداد مدال‌های نقره و تعداد مدال‌های برنز.
  *   کشور میزبان(کره جنوبی)
| رتبه           | NOC                          | طلا | نقره | برنز | مجموع |
| -------------- | ---------------------------- | --- | ---- | ---- | ----- |
| ۱              | نروژ (NOR)                   | ۱۴  | ۱۴   | ۱۱   | ۳۹    |
| ۲              | آلمان (GER)                  | ۱۴  | ۱۰   | ۷    | ۳۱    |
| ۳              | کانادا (CAN)                 | ۱۱  | ۸    | ۱۰   | ۲۹    |
| ۴              | ایالات متحده آمریکا (USA)    | ۹   | ۸    | ۶    | ۲۳    |
| ۵              | هلند (NED)                   | ۸   | ۶    | ۶    | ۲۰    |
| ۶              | سوئد (SWE)                   | ۷   | ۶    | ۱    | ۱۴    |
| ۷              | کره جنوبی (KOR)*             | ۵   | ۸    | ۴    | ۱۷    |
| ۸              | سوئیس (SUI)                  | ۵   | ۶    | ۴    | ۱۵    |
| ۹              | فرانسه (FRA)                 | ۵   | ۴    | ۶    | ۱۵    |
| ۱۰             | اتریش (AUT)                  | ۵   | ۳    | ۶    | ۱۴    |
| ۱۱             | ژاپن (JPN)                   | ۴   | ۵    | ۴    | ۱۳    |
| ۱۲             | ایتالیا (ITA)                | ۳   | ۲    | ۵    | ۱۰    |
| ۱۳             | ورزشکاران المپیک روسیه (OAR) | ۲   | ۶    | ۹    | ۱۷    |
| ۱۴             | جمهوری چک (CZE)              | ۲   | ۲    | ۳    | ۷     |
| ۱۵             | بلاروس (BLR)                 | ۲   | ۱    | ۰    | ۳     |
| ۱۶             | چین (CHN)                    | ۱   | ۶    | ۲    | ۹     |
| ۱۷             | اسلواکی (SVK)                | ۱   | ۲    | ۰    | ۳     |
| ۱۸             | فنلاند (FIN)                 | ۱   | ۱    | ۴    | ۶     |
| ۱۹             | بریتانیای کبیر (GBR)         | ۱   | ۰    | ۴    | ۵     |
| ۲۰             | لهستان (POL)                 | ۱   | ۰    | ۱    | ۲     |
| ۲۱             | اوکراین (UKR)                | ۱   | ۰    | ۰    | ۱     |
| ۲۱             | مجارستان (HUN)               | ۱   | ۰    | ۰    | ۱     |
| ۲۳             | استرالیا (AUS)               | ۰   | ۲    | ۱    | ۳     |
| ۲۴             | اسلوونی (SLO)                | ۰   | ۱    | ۱    | ۲     |
| ۲۵             | بلژیک (BEL)                  | ۰   | ۱    | ۰    | ۱     |
| ۲۶             | اسپانیا (ESP)                | ۰   | ۰    | ۲    | ۲     |
| ۲۶             | نیوزیلند (NZL)               | ۰   | ۰    | ۲    | ۲     |
| ۲۸             | قزاقستان (KAZ)               | ۰   | ۰    | ۱    | ۱     |
| ۲۸             | لتونی (LAT)                  | ۰   | ۰    | ۱    | ۱     |
| ۲۸             | لیختن‌اشتاین (LIE)            | ۰   | ۰    | ۱    | ۱     |
| مجموع (۳۰ NOC) | مجموع (۳۰ NOC)               | ۱۰۳ | ۱۰۲  | ۱۰۲  | ۳۰۷   |